# Boban Marković
Pour les articles homonymes, voir Marković.
Boban Marković, né le 6 mai 1964, est un trompettiste de Serbie issu de la minorité Roms et originaire de Vladicin Han. Il est le fondateur du Boban Markovic Orkestar, qu'il a dirigé jusqu'en 2006.

## Biographie
Descendant d’une famille de musiciens (son grand-père, Pavle, jouait pour le roi de Serbie, qui l’appréciait beaucoup), ce virtuose de la trompette a remporté de nombreux prix au festival de Festival de trompette de Guča (Dragačevski Sabor), rendez-vous annuel des fanfares en Serbie. Depuis 2002, il ne concourt plus et y participe uniquement comme invité d’honneur.
C’est en participant aux films Arizona Dream et Underground d’Emir Kusturica qu’il se fait connaître en Europe. Il a depuis produit de nombreux albums, qui reflètent sa capacité à revisiter les thèmes traditionnels et à concevoir des arrangements innovants, notamment en faisant participer des musiciens tels que Lajkó Félix ou Frank London.
En 2002, après le concert de Belgrade, Boban Marković intègre dans l’orchestre son jeune fils de 14 ans, Marko Marković. Un an plus tard, il le fait participer à l’album Boban I Marko. C’est en 2006 qu’il lui passe officiellement la direction de l’orchestre, lors d’un concert à Berlin.

## Discographie

### Boban Marković Orkestar
- 1997 : Hani Rumba (ITMM)
- 1998 : Zlatna Truba (PGP-RTS)
- 2000 : Srce Cigansko featuring Lajkó Félix (X Produkcio)
- 2000 : Millennium (X Produkcio)
- 2002 : Bistra Reka (X Produkcio)
- 2002 : Live in Belgrade (Piranha Muzik)
- 2003 : Boban I Marko (Piranha Muzik – la version du label B92, réservée au marché serbe, a été mixée différemment)
- 2006 : The Promise (Piranha Muzik – il existe une version mixée différemment : Obećanje, Balkan Mix)

### Boban I Marko Marković Orkestar
- 2007 : Go Marko Go! Brass Madness (Piranha Musik)
- 2009 : Devla-Blown Away To Dancefloor Heaven

### Participations
- Attwenger, Sun (2002)
- Frank London Klezmer Brass Allstars, Brotherhood of Brass (2002)
- Ljiljana Buttler, The Mother of Gypsy Soul (2002)
- Earth Wheel Sky Band, Waltz Rromano (2003)
- Karavan & Boban Marković, Gipsy Flamenco (2003)
- Saban Bajramović et Boban Marković, Dusa roma (2004)
- Bande originale du film Les Poupées russes de Cédric Klapisch, B.O Les Poupées russes (2005)